# افتون (اکلاهما)
افتون(به انگلیسی: Afton) شهری در ایالت اکلاهما کشور ایالات متحده آمریکا است که جمعیت آن در سرشماری سال ۲۰۱۰ میلادی، ۱٬۰۴۹ نفر بوده‌است.